# Туђинка (ТВ серија)
Туђинка (енгл. Outlander) је британско–америчка серија која је рађена по роману Дијане Габалдон истог имена. Радња се врти око као Клер Рендал, удате бивше медицинске сестре из Другог светског рата која се 1946. године која је отпутовала кроз време натраг у Шкотску 1743. године, где се сусреће са дрским шкотским ратником Џејмијем Фрејзером и постаје уплетена у Јакобитске устанке.

## Улоге
- Катрина Балф као Клер Рендал
- Сем Хјуен као Џејмс, Џејми Фрејзер
- Тобајас Мензис као Френк Рендал
- Грејам Мактавиш као Дугал Макензи
- Данкан Лакроа као Мурта Фрејзер
- Грант О' Рурк као Руперт Макензи
- Стивен Валтерс као Ангус Мор
- Гери Луис као Колум Макензи
- Лота Вербек, као Гилис Данкас/Гилијан Едгардс
- Бил Патерсон као Едвард, Нед Гоуван
- Сајмон Калоу као Кларенс Мерилбоун
- Лаура Донели као Џенет, Џени Фрејзер
- Даглас Хеншол као Таран МекКвери
- Стивен Кри као Ијан Мареј
- Стенли Вебер као гроф Сеинт Герман
- Ендру Говер као принц Чарлс Едвард Стјуарт
- Рози Деј као Мери Хокинс
- Доминик Пинон као господар Рејмонд
- Франсис де ла Тур као мајка Хилдегард
- Ричард Ранкин као Роџер Вејкфилд
- Софи Скелтон као Бријана, Бри Рендал
- Нел Хадсон као Лери Макензи

## Епизоде
| Сезона | Сезона | Епизоде | Епизоде | Оригинално емитовање | Оригинално емитовање |
| Сезона | Сезона | Епизоде | Епизоде | Премијера            | Финале               |
| ------ | ------ | ------- | ------- | -------------------- | -------------------- |
|        | 1.     | 16      | 8       | 9. август 2014.      | 27. септембар 2014.  |
|        | 1.     | 16      | 8       | 4. април 2015.       | 30. мај 2015.        |
|        | 2.     | 13      | 13      | 9. април 2016.       | 9. јул 2016.         |
|        | 3.     | 13      | 13      | 10. септембар 2017.  | 10. децембар 2017.   |
|        | 4.     | 13      | 13      | 4. новембар 2018.    | 27. јануар 2019.     |

### Сезона 1
| Бр. еп. | Наслов                                                                                                | Премијера           | Гледаност у САД (милиони) |
| --- | --- | ------------------- | ------------------------- |
| 1 | ''Сасенах (израз који су користили галски становници Британских острва да означе енглеске становнике) | 9. август 2014.     | 0,72                      |
| 1946. године, Клер Рендал, бивша медицинска сестра из Другог светског рата је у посети Инвернесу у Шкотској, са супругом Франком. Франк истражује породичну историју, посебно свог претка из 18. века Џонатана Рендала. Јутро након што је посматрала камење у склопу неког ритуала на брду, она додирне један од камења и пробуди се лежи на земљи. Ускоро се налази усред препирке између енглеских црвених капута и побуњених туђинаца, и сусреће се лицем у лице са Франковим двојником, Рендалом, који је капетан у енглеској војсци. Шкот је спасио Клер и она упознаје Џејмија Фрејзера. Док они беже, она му намешта дислоцирану руку и касније лечи рану од метка. Клер је доведена у дворац Леох и схвата да је некако путовала уназад кроз време. | |                     |                           |
| 2 | ''Дворац Леох''                                                                                       | 16. август 2014.    | 0,90                      |
| Клер је представљена Колуму Макензију, дворцу дворца Леоцх, где сазнаје да је слетео 1743. Након неког времена, схвата да је осумњичена да је енглески шпијун. Упознаје Гејлис Данкан и сведочи како је Џејми био љубазан према лепој унуци госпође Фиџгибонс. Док се Клер планира вратити у Инвернес, Колум одлучује да је најбоље да је задржи у Леоху, против своје воље, као докторку клана. | |                     |                           |
| 3 | ''Излаз''                                                                                             | 23. август 2014.    | 1,00                      |
| Клер се нада да ће јој медицинска вештина помоћи да стекне поверење Макензија и евентуалну слободу, али успева само да постане неопходна клану. Спасавајући нећака госпође Фитзгиббонс од тровања, којег је фанатични отац Бајин прогласио демонским поседовањем, Клер прави новог непријатеља и иако стекне нешто поверење од Макензиса, назива се чудотворцем и зато се претпоставља да је превише вредна да је пусте. Након што су она и Џејми спремили помоћ младима кажњеним због крађе, Клер се даје нова нада да ће моћи да путује кући када чује народну причу о путнику времена и стајаћем камењу. | |                     |                           |
| 4 | ''Окупљање''                                                                                          | 30. август 2014.    | 0,84                      |
| Клер планира свој бег током окупљања клана код дворца, али Џејми је уверава да неће успети. Пратећи је, он се нађе у опасном положају са Колумом којег је покушавао избећи, али успева да положи заклетву на верност док се рукује са својим сродником. Клер задобије Дугалово поштовање док негује умирућег мушкарца на лову на свиње и он одлучује да је поведе са собом на своју турнеју за прикупљање станарина. | |                     |                           |
| 5 | ''Кирија''                                                                                            | 6. септембар 2014.  | 0,95                      |
| Клер се сукобљава са Дугалом и његовим људима на путу прикупљања станарине. Младић, за кога се испоставило да је члан црвених капута, безуспешно покушава да је "ослободи" Шкота. Касније схвата да прикупљају средства за будућу војску Јакобита, војску коју би користили да постигну независност Шкотске од Енглеске. Знајући из историје да је њихов узрок осуђен на пропаст, она их покушава упозорити. Епизода се завршава тако што се младић црвени капут вратио са више људи како би спасио Клер од Шкота. | |                     |                           |
| 6 | ''Командир гарнизона''                                                                                | 13. септембар 2014. | 1,10                      |
| Црвени капути одводе Клер да се сретне с генералом лордом Томасом који јој обећава сигуран пролазак у Инвернес у друштву Рендала. Кад генерал одлази, Рандал покушава да открије зашто се налази у Шкотској. Она саставља причу а он детаљно описује његово злобно бичевање младог Џејмија. Дугал долази да је одведе, али Рендал инсистира да сутрадан мора да достави Клер у Форт Вилијам. Они одлазе, а Дугал говори Клер да је не мора пријавити ако се уда за Џејмија и тако постане Шкотланђанка. | |                     |                           |
| 7 | ''Венчање''                                                                                           | 20. септембар 2014. | 1,23                      |
| Клер и Џејми венчају се како би је заштитили од Рендала и покушали су након тога да се боље упознају како би конзумација брака постала мање непријатна. Они схватају своја осећања једно према другом али Клер је још увек растргана размишљајући о Франку. | |                     |                           |
| 8 | ''Обе стране''                                                                                        | 27. септембар 2014. | 1,42                      |
| Франк је 1946. губио наду да ће пронаћи Клер, али последњи пут одлази код стојећег камења. У прошлости се Клер налази у близини камења и трчи за њима. Чује како Франк зове и он чује њу. Али Клер су заробиле енглеске трупе пре него што она стигне до камења, а очајни Франк одлази, док је одведена у Форт Вилијам. Клер замало проговора о свом изласку до камења Рендалу. Таман кад ће је силовати, Џејми се појављује на прозору. | |                     |                           |
| 9 | ''Рачунање''                                                                                          | 4. април 2015.      | 1,22                      |
| Џејми спашава Клер од Френк Рендала, али динамика њиховог брака је тестирана. Џејми покушава да олакша сукоб између Колума и Дугала изазваног Клериним спасавањем. Џејми одбија љубав Фицгибонсине унуке, који затим баца клетву испод Клер и Џејмијевог кревета. | |                     |                           |
| 10 | ''Према цени мојих палаца''                                                                           | 11. април 2015.     | 0,86                      |
| Клер се суочава са злом унуком Фицгибонсове, али изненађена је сазнањем да је клетва дошла од Гилис. Џејми се моли војводу Сандрингама за помоћ да се ослободи Рендала, док Клер тајно користи своје историјско знање да помогне у корист Џејмија. Дугал је неумољив након смрти његове жене од болести, али Гилис, трудна са дететом, је задовољна. Кад Гејлисин муж умре на гозби, Клер схвата да га је Гејлис отровала. Колум забрањује Дугалу да наставља везу са Гилис, а Дугала тера на изгнанство, а Џејми се вуче. Клер и Гејлис су ухапшене због вештичарења. | |                     |                           |
| 11 | ''Ђавољева ознака''                                                                                   | 18. април 2015.     | 1,09                      |
| Клер и Гилис суочавају се са оптужбама за вештичарење. Нед Гоуван долази у њихову одбрану, али сведоци, укључујући унуку Фиџгибонсове и оца Бајина, сведоче против њих и оне су проглашени кривим. Пре него што се Џејми може изборити са судом, Гилис је признала и ослободи Клер. Клер препознаје ожиљак од вакцине против малих богиња на Гилисином рамену и рече да је и она из будућности. Гилис се спаљује на ломачи. Кад Џејми пита Клер за њен ожиљак, она му говори о свом путовању у времену. Он јој верује, враћа је назад на место камења где је отишла назад у време и жели јој добро у повратку у своје време. Али Клер одлучи да се не враћа.                                                                                                 | |                     |                           |
| 12 | ''Лалибра''                                                                                           | 25. април 2015.     | 1,11                      |
| Џејми одводи Клер у своју породичну кућу Лалибра, где се сукобљава са својом вољеном сестром Џени преузимајући своју улогу лорда. Након што Џејми уско избегне нереде са припадницима црвених капута, он и Џени се мире. | |                     |                           |
| 13 | ''Стража''                                                                                            | 2. мај 2015.        | 1,05                      |
| Мушкарци страже стижу у Лалибру. Клер схвата да ће Џенин порођај бити опасан. Појави се деферктор црвеног капута Хорокс и прети да ће открити да Џејми има цену на главу, осим ако га Џејми не плати. Џениин супруг Ијан убија Хорокса. Џејми се слаже да се придружи њиховој рацији. Џени роди ћерку уз помоћ Клер. У међувремену, рација је заустављена, а Џејмија су ухватили црвени капути. | |                     |                           |
| 14 | ''Потрага''                                                                                           | 9. мај 2015.        | 1,08                      |
| Клер и Џени крећу у проналажење Џејмија. Сазнају да је побегао од својих отмичара, а тек стигли Мурта води Клер на пут да га пронађе. Њихов план је да их Џејми нађе тако што ће са Клер обилазити село као песму под називом "Сасенах". Она привлачи Дугалову пажњу, а он им говори да је Џејми ухваћен и суђен и да чека егзекуцију у затвору Вентворт. Клер се договара с Дугалом и убеђује његове људе да јој помогну у спашавању Џејмија. | |                     |                           |
| 15 | ''Венворт затвор''                                                                                    | 16. мај 2015.       | 1,01                      |
| Рендал се појављује у затвору Вентворт и мучи Џејмија, тражећи његово признање. У међувремену, Клер улази у затвор како би спасила свог мужа. Кад је Рендал ухвати, Џејми се подвргава силовању од стране Рендала у замену за своју слободу. Пре него што оде, Клер "псује" Рендала и говори му који ће бити датум његове смрти. Кад се све чини изгубљеним, Мурта осмишљава план за спашавање Џејмија. | |                     |                           |
| 16 | ''Да се ослободи човекове душе''                                                                      | 30. мај 2015.       | 0,98                      |
| Муртино план спашавања је успешан и Рендал је мртав, али Џејмија и даље предстоји тешко мучење. Док Клер лечи ране Џејмију, њега мучи успомена на његово силовање и мучење. Мурта их прати док испловљавају ради сигурности у Француској, где се Клер нада да ће упознати Чарлса Стјуарта и некако спречити катастрофалну битку код Калодена. Док су отпловили, Клер говори Џејмију да је трудна. | |                     |                           |

### Сезона 2
| Бр. еп. | Наслов                         | Премијера       | Гледаност у САД (милиони) |
| --- | ------------------------------ | --------------- | ------------------------- |
| 1 | ''Кроз стакло''                | 9. април 2016.  | 1,46                      |
| Клер се пробудила у 1948. ожалошћена због Џејмијеве претпостављене смрти у битци, она се поновно спаја с Франком, који не може разумети њено поновно појављивање, али очајнички се жели помирити са њом. Клер објашњава где је била, укључујући њену везу са Џејмијем и да она носи његово дете. Сагласни су да ће заједно одгајати дете и наставити брачни живот. Касније се сећа свог доласка са Џејмиом у Француску, где успостављају контакт са Џејмивим рођаком Џаредом Фраредом и непријатеља грофа Германа. |                                |                 |                           |
| 2 | ''Не више у Шкотској''         | 16. април 2016. | 1,24                      |
| 1744. године Клер и Џејми су се настанили у Паризу, наводно радећи за Јареда, али заправо желе да зауставе побуну у Јакобиту. Јаред казује Џејмију да се састане с принцом Чарлсом, али Џејми га не може одвратити од планирања да преузме енглески трон за свог оца. Клер осигурава позив у Версајску палату, где се нада да ће се срести са француским краљем Лујом и спречити његово финансирање у случају Стјуарт. Фрејжерови остављају утисак и поновно су уједињени са војводом Сандрингамом. Клер је шокирана кад сазна да је Рендал још увек жив и није сигурна да ли би требало да каже Џејмију. |                                |                 |                           |
| 3 | ''Корисне професије и обмане'' | 23. април 2016. | 1,21                      |
| Док Џејми и даље покушава да ублажи финансирање побуне принца Чарлса, Клер се чини корисном у добротворној болници коју води империозна мајка Хилдегард. Џејми упознаје десетогодишњег дечака у борделу, ангажује га да вади поруке из џепова, усвоји га и именује га Фергус. Клер и Џејми откривају да Сандрингам помаже Чарлсу да осигура средства од енглеских племића, за које се Џејми нада да ће их спречити. Иако ће проводити време са Сандрингамом сигурно ће открити он Џејмију да је Рендал жив, Клер не може поднети да сама каже Џејмију. |                                |                 |                           |
| 4 | ''Бела дама''                  | 30. април 2016. | 1,17                      |
| Клер напокон говори Џејмију о Рендалу, а само мисли о освети јача Џејмија. Клер и Џејми планирају вечеру како би приказали Чарлса и његове намере у лошем светлу Сандрингама. Мурта, Клер и млада Мери Хокинс су нападнути на путу за забаву, а Мери је силована. У кући, забава иде према плану све док неспоразум не покрене свађу. |                                |                 |                           |
| 5 | ''Неблаговремено васкрсење''   | 7. мај 2016.    | 1,13                      |
| Катастрофална вечера обесхрабрила је Чарлсове инвеститоре, али принц проналази новог инвеститора у Џејмијевом непријатељу, грофа Германа. Покушавајући да сачува Франкову крвну линију, Клер саботира везу између Мари Хокинс и Алека Рендала. У Версају се појављује Рендал, а Џејми га изазива на дуел. Џејми је љут кад га Клер натера да се закуне да неће наудити Рендалу док не зачне дете са Мери. |                                |                 |                           |
| 6 | ''Најбоље постављене шеме''    | 14. мај 2016.   | 1,03                      |
| Џејми говори Мурти истину о Клериној прошлости. Клер користи своје медицинско знање како би мушкарцима грофа Германа ублажила симптоме који подсећају на богиње. Џејми и Мурта су тада украли Цомтеову пошиљку вина, наизглед погубивши Чарлсове наде. Судбина доводи Џејмија и Рендала лицем у лице а Клер стиже управо на време како би их видела у двобоју. Док Џејми убоде Рендала и жандарми стижу да их ухвате, трудна Клер се сруши и крвари. |                                |                 |                           |
| 7 | ''Фејт''                       | 21. мај 2016.   | 1,10                      |
| Цлаирина и Џејмијева кћерка је мртворођена, а разорена Клер умало не умире од грознице. Са Џејмијем у Бастиљи, Клер открива да се обрачунао са Рендалом јер је открио енглеског капетана који силује Фергуса. Клер тражи милост за Џејмија од краља, који је присиљава да одлучује о судбинама осумњичених "чаробњака". Она настоји да их спаси, али Раимонд отрује грофа Германа. Клер се сексуално предаје краљу у замену за Џејмијеву слободу. Помирују се и посећују гроб своје ћерке Фејт пре него што су напустили Париз за Шкотску. |                                |                 |                           |
| 8 | ''Лисичин лажов''              | 28. мај 2016.   | 1,06                      |
| У Шкотској се Џејми присиљава да подржи побуну Јакобита. Он и Клер траже војну помоћ од деде, лорда Ловата, и поновно се спајају с Колумом и Фицгибонсима. Колум се нада да ће обесхрабрити побуну, за коју је сигуран да неће успети. Фицгибонсиова моли Клерин опрост, а касније пристаје да помогне Клер и Џејми да манипулишу Ловатом. Играјући на обе стране, Ловат обећава Колуму мир, али такође шаље Џејмију неке трупе као појачање. |                                |                 |                           |
| 9 | ''Ја сам Перст''               | 4. јун 2016.    | 0,94                      |
| Клер и Џејми поновно су уједињени с Ангусом, Рупертом и Дугалом. Док Џејми и Мурта покушавају да обуче Ловатове мушкарце, кампови подсећају Клер на њена трауматична искуства у Другом светском рату. Она и Џејми касније присиљавају младог енглеског извиђача Вилијама Греја да открију виталне информације о енглеској војсци која се налази у близини. |                                |                 |                           |
| 10 | ''Престопан''                  | 11. јун 2016.   | 0,82                      |
| Џејми и Јакобити војска започињу своју прву битку против Енглеза код Престонпана. Изненађујући их у магли, Шкоти побеђују, али Ангус касније умре од својих повреда. |                                |                 |                           |
| 11 | ''Освета је моја''             | 18. јун 2016.   | 0,86                      |
| Кад су Клер, Џејми и њихови људи окружени црвеним капутима, Клер се претвара да је енглески талац, тако да Дугал може преговарати о сигурном пролазу Шкота. Ухваћена, Клер се суочава с војводом од Сандрингама и са Мари Хокинс. Она такође препознаје Сандрингамовог службеника Дантона, као човека који је силовао Мери. Сандрингам намерава намамити Џејмија да спаси Клер, а потом ће их обојицу предати црвеним капутима. Упозорени, Џејми и Мурта улазе у замак. Мери убија Дантона, а Мурта одрубљује главу Сандрингама и испуни своје обећање Клер и Мери да ће се осветити. |                                |                 |                           |
| 12 | ''Аве Марија''                 | 25. јун 2016.   | 1,05                      |
| Џејми покушава да избегне битку код Кулодена превентивним штрајком против Енглеза док они прослављају рођендан војводе од Кумберланда, али принц се губи у мраку. Клер покушава уверити Рендала да се ожени за Мари, која је трудна са Алековим дететом. Колум који умире тражи од Клер да му помогне да безболно оконча свој живот. Пре него што то уради, он јој каже да Гилис није изгорела на ломачи тек када се родило њено дете са Дугалом и да је дете усвојено у клан Макензи. |                                |                 |                           |
| 13 | ''Вилин коњиц у Амберу''       | 25. јун 2016.   | 1,05                      |
| 1968. педесетогодишња Клер поновно се нашла са Роџером, у Инвернесу. Њена двадесетогодишња ћерка Брајана открива да она није Френкова биолошка ћерка, али одбија да верује у мајчину причу о путовањима кроз време. У међувремену, она се сусреће са шкотском активисткињом Независности Гилијан Едгарс, за коју Клер касније признаје да је Гилис Данкан. Пре битке код Калодена 1746. године, Џејми инсистира да Клер спаси себе и своје нерођено дете путујући назад кроз камење. Давне 1968. године, Клер схвата да је Роџер потомак Гилис и Дугала. Како би спречили Гилијанину смрт, покушавају је спречити да путује уназад кроз време. Стижу прекасно, али видевши како Гилијан нестаје у камену и убеђује Бријану да њена мајка говори истину. Роџер открива Клер да Џејми није умро у бици на Калодену. |                                |                 |                           |

### Сезона 3
| Бр. еп. | Наслов                    | Премијера           | Гледаност у САД (милиони) |
| --- | ------------------------- | ------------------- | ------------------------- |
| 1 | ''Придружена битка''      | 10. септембар 2017. | 1,49                      |
| 1948, трудна Клер сели са Фрeнком у Бостон. Њихова веза је напета, а она се бори да се прилагоди свом новом животу домаћице. Она роди Џејмијеву кћер. 1746. Џејми и Руперт преживели су битку код Kalодена, али Џејмијеве ране су тешке. Ухватили су их црвени капути, а Руперт је погубљен. Чим дође Џамијев ред, препознаје га лорд Мелтон, старији дечаков брат - Џон Греј - чији је живот Џејми поштедио пре Престонпана. Због части, Мелтон шаље Џејмија кући, очекујући да ће он умрети на путу. |                           |                     |                           |
| 2 | ''Предаја''               | 17. септембар 2017. | 1,40                      |
| Беба Бријана зближила је Клер и Франк, али сећање на Џејмија стоји између њих. У потрази за испуњењем, Клер се уписује на медицински факултет као једина жена из свог разреда. Џејми је преживео шест година у својој кући, али с Енглезима који га и даље траже, живи у пећини као одметник. Војници више пута долазе код њега, малтретирајући Џени и Ијана због информација о томе где се он налази. Кад Фергус изгуби руку у борби с црвеним капутима, Џејми се договори да буде "ухваћен", тако да Џени може затражити награду, а Енглези ће оставити породицу на миру. |                           |                     |                           |
| 3 | ''Сви су дугови плаћени'' | 1. октобар 2017.    | 1,55                      |
| Клер дипломира на факултету. Годинама касније када Бријана заврши средњу школу, Френк говори Клер да жели развод како би се могао оженити љубавницом и вратити се у Енглеску. Они су спремни расправљати се о томе где ће Бријана живети, али Френк је погинуо у саобраћајној несрећи. Џејми служи неко време у затвору, где је вођа и гласноговорник шкотских затвореника. Његова нелагодна веза са новим гувернером, одраслим лордом ЏономГ Грејом, развија се у пријатељство. Када се затвор затвори, Мурта и остали затвореници шаљу се у америчке колоније као робови, док Џон отпушта Џејмиа да ради у приватном имању званом Хелватер. |                           |                     |                           |
| 4 | ''Изгубљене ствари''      | 8. октобар 2017.    | 1,59                      |
| Клер и Бријана претражују историју како би нашле Џејмија и виде како је завршио. Служећи као младожење породици Дансани, Џејми је постао уцењиван од стране наследнице Женеве како би спавала са њим. Кад она и њен муж умру, оставивши новорођеног сина Вилија, Женевина сестра Изабел чува тајну да је дете заиста Џејмијево. Годинама касније, када млада грофова сличност с њим постаје очигледна, Џејми напушта Хелватер, а Вили се брине за изабел и лорда Џона који треба да буду у браку. |                           |                     |                           |
| 5 | ''Слобода и виски''       | 15. октобар 2017.   | 1,60                      |
| У децембру 1968. Роџер стиже у Бостон откривши траг где се налази Џејми 1765. Бријана наговара Клер да се врати и поновно се окупи са Џејмијем, а мајка и кћерка се растају у сузама. У Единбургу 1765. године, Клер проналази Џејмија у штампарији. |                           |                     |                           |
| 6 | ''А. Малколм''            | 22. октобар 2017.   | 1,72                      |
| Клер и Џејми су поновно уједињени. Она му дели фотографије Бријане, а он говори Клер о Вилију. Такође сазнаје да Џејми штампа подмукли материјал, шверцује вино и алкохолне пиће и живи у борделу. Клер се поново окупила с одраслим Фергусом и упознаје неке од проститутки у заводу Мадам Џини. Док је Џејми напољу, Клер се налази у опасности од уљеза. |                           |                     |                           |
| 7 | ''Крема од менте''        | 29. октобар 2017.   | 1,52                      |
| Клерин нападач пада и трпи критичну повреду главе, а она није у стању да му спаси живот. Ијан стиже да тражи свог сина, младог Ијана. Џејми тврди да није видео дечака, иако је млади Ијан радио за њега. Млади Ијан суочава се са уљезом у штампарији, који открива Џејмиево издајство. Локал убрзо прождире ватра, али Џејми спашава дечака. |                           |                     |                           |
| 8 | ''Прва супруга''          | 5. новембар 2017.   | 1,64                      |
| Џејми води Клер и младог Ијана кући. Клер открива да се Џејми оженио са двапут са Фицгибонсовом, након што је убио њеног првог мужа и то случајно током сукоба. Џејми се опоравља захваљујући пеницилину који је Клер дала. Млади Ијан отпливава до острва у месту повређеног Џејмија који је хтео да плати дугове на том месту. Џејми и Клер престрављени су када су дечака насилно укрцали на брод и одвели га након што су пронашли благо. |                           |                     |                           |
| 9 | ''Долдрум''               | 12. новембар 2017.  | 1,64                      |
| У Француској сазнају да Ијанов брод креће на Јамајку, Клер и Џејми настављају га на трговачком броду Артемис. На мору Фергус открива да је на броду Марсали, ћерка Џејмијеве бивше супруге Лиори Макензи (Фицгибонсова унука). Британски ратни човек Порпоиз зауставља их и тражи помоћ јер је њеова посада нападнута кугом. Клер утврђује да је болест тифусна грозница и казује им да стану како би зауставили ширење болести. |                           |                     |                           |
| 10 | ''Небо и земља''          | 19. новембар 2017.  | 1,23                      |
| На броду, Клер се бори против сумњи од стране посаде, али на крају успева да заустави ширење болести. Открива да капетан зна Џејмијев прави идентитет и планира да га ухапсе на Јамајци због издаје и убиства. Када одлазе на обалу, она покушава да побегне, али капетан га ухвати. Те ноћи на мору, жена по имену Анејке охрабрује Клер да скочи преко брода користећи празну бачву као сплав, јер ће је струја одвести према копну. У међувремену на Артемиди, Џејми је заточен након што је претио капетану, желећи да он брже плови у потрази за Клериним бродом. Покушава наговорити Фергуса да му помогне да преузме контролу над бродом, али Фергус уместо тога наговори капетана да пусти Џејмија да се придружи посади након што обећа да се неће поново побунити. |                           |                     |                           |
| 11 | ''Неистражено''           | 26. новембар 2017.  | 1,40                      |
| Клер отплива на обалу и шета копном, борећи се да преживи сурово тропско окружење. Нашао ју је и преузео отац Фогден, прогнани свештеник. У пролазу јој говори о пећини на Јамајци у којој је познато да људи нестају. Неколико дана касније брод Џеујмија стиже до острва, потребно је да се брод поправи после олује а капетан је умро. Док ће брод испловити, Клер привлачи Џејмиву пажњу с плаже огледалом. Повратак на острво, Фогден венчава Фергус и Марсали. Следећег дана, Џејми, Клер и посада отпловили су на Јамајку. |                           |                     |                           |
| 12 | ''Бакра''                 | 3. децембар 2017.   | 1,51                      |
| Гилис држи младог Ијана заробљеног на Јамајци. Натера га да пије чај који га тера да говори истину о Џејмију и благу. Џејми и Клер стижу до острва, а Клер улази у препирку на пијаци робова. Џејми јој купује робс, Темераира, да би ублажио ситуацију. Они присуствују балу који је направио нови гувернер, за кога открију да је Лорд Џон. Клер се поновно окупила с Гилис, која нуди помоћ у њиховој потрази. На балу, Маргарет Кемпбел прича да ће краљ поново владати Шкотском када буде убијено двестогодишње дијете. Фергус види како капетан Леонард долази и упозорава Џејмија који бежи. Темераир каже Клер и Џејмију да Гилис држи Ијана. На путу до Гилисове виле, Џејмија је ухапсио Леонард.                                                                  |                           |                     |                           |
| 12 | ''Око олује''             | 10. децембар 2017.  | 1,43                      |
| Клер је заробљена док тражи Гилисову кућу у којој држи Ијана. Гувернерове трупе повратиле су Џејмија од капетана Леонарда, а лорд Џон ослобађа Џејмија након што Леонард није у могућности да пружи никакве доказе о његовим наводним злочинима. У међувремену, Клер говори Гилис о свом повратку у 20. век, а Гилис схвата да је то Клерино дете које мора умрети пре него што Шкотска освоји свог новог краља. Џејми ослобађа Клер, а они спашавају Ијана од Гилис, која је убијена током борбе. Група одлази с Јамајке, али се брод нашао у олуји. Џејми спашава Клер од утапања и они су заједно завршили на обали америчке колоније Џорџије. |                           |                     |                           |

### Сезона 4
| Бр. еп. | Наслов               | Премијера          | Гледаност у САД (милиони) |
| --- | -------------------- | ------------------ | ------------------------- |
| 1 | ''Лепа Америка''     | 4. новембар 2018.  | 1,08                      |
| У Северној Каролини, Џејми и Клер планирају да продају драго камење које Гилис има како би сви платили долазак назад у Шкотску. Помажу лопову Стивену Бонету, који је побегао од погубљења. Џејми и Клер одлучују остати у Америци како би започели нови живот; Фергус и Марсали, која је трудна, одлучују да остану. На путу да посете Џејмијеву тетку, њега и Клер нападају и пљачкају Стивен и његова банда разбојника. Стивен узима драгуље, као и Клерин венчани прстен и убија Џејмијевог сарадника Леслија. |                      |                    |                           |
| 2 | ''Не учини лоше''    | 11. новембар 2018. | 0,87                      |
| Џејми, Клер и Ијан стижу у Ривер Рун, плантажу Џејмијеве тетке Јокасте Макензи Камерун. Клер је непријатно кад сазна да Јокаста поседује робове, а кад она постави Џејмија својим наследником, он открива своју намеру да их некако ослободи. Јокастин пријатељ Фаркуард покушава да га убеди у бескорисност таквог покушаја. Роб напада надзорника; Клер и Џејми спашавају критично повређеног роба од тренутног погубљења, али бесна руља захтева да га предају. Присиљена да се повинује, Клер га прва еутанизира. |                      |                    |                           |
| 3 | ''Лажна млада''      | 18. новембар 2018. | 0,86                      |
| На Јокастаино разочарање, Џејми и Клер одлучују напустити имање Ривер Руни живот започети негде другде. Изгубљена у шуми током олује, Клер проналази људску лобању и камени привезак и види духа Индијца. Она и Џејми следе мистериозне отиске који их воде заједно. Клер примећује модерне сребрне рупе у лобањи, што значи да је и покојник био путник времена. 1970. Бријана и Роџер поновно се уједињују како би отпутовали у Северну Каролину. Он предлаже брак, али она није спремна и они имају свађу. |                      |                    |                           |
| 4 | ''Заједничка земља'' | 25. новембар 2018. | 0,96                      |
| Прихватајући понуду земље гувернера Тријона, Џејми и Клер насељавају се у ономе што је Џејми назвао Фрејжерово имање. Нападају их група ратника и медвед. Џејмија напада медвед и убија га, сазнајући да је у ствари чероки ратник протеран због силовања. Он и племе се слажу да живе једно са другим у миру. 1971. Роџер сазнаје за насеље Џејмиа и Клер у Северној Каролини и зове Бријану да јој каже да су се родитељи нашли. Касније сазнаје да Фрејжери умиру у пожару и одлучује да неће рећи Бријани. У међувремену, отпутовала је у Шкотску. |                      |                    |                           |
| 5 | ''Дивљаци''          | 2. децембар 2018.  | 0,96                      |
| Клер породи Петронелу Милер али она, њена беба и брат ускоро умиру од богиња. Верујући да га је Чероки псовао, Герард Милер му баца клетву у освети. Индијанци су се осветили, убивши Герхарда и његову жену и запалили им кућу. У међувремену, Џејми се поновно спаја с Муртом, који је сада ковач у оближњем граду. 1971. Роџер је пратио Бријану до Инвернеса, где је прошла кроз стојеће камење како би упозорила своје родитеље и отпутовала назад кроз време. |                      |                    |                           |
| 6 | ''Крв моје крви''    | 9. децембар 2018.  | 1,04                      |
| Лорд Џон долази на имање Џејмија с младим Вилијамом. Мурта сазнаје да је Вилијам Џејмив син, али пристаје да чува тајну. Џејми одводи Вилијама у лов и риболов у шуми, док Клер негује Џона, који има богиње. Вилијам љути Черокија узимајући рибу из једне од њихових замки, а Џејми је вољан жртвовати себе како би заштитио дечака. Џон се опоравља, а Џејми сазнаје да је Вилијам отишао. |                      |                    |                           |
| 7 | ''Низ зечју рупу''   | 16. децембар 2018. | 1,12                      |
| Бријана се пробија кроз Шкотску, повређујући глежањ и срушавајући се на хладноћи све док је Лиори не нађе и преузме. Роџер прати Бријана кроз стојеће камење и придружује се посади брода Стивена Бонета да би је пратили до Америке. Бријана се сећа дана пре Франкове смрти. Лиори схвата да је Бријана Клер и Џејмијева кћи и бесна је. Лиорина ћерка Џоан води Бријану у кућу Џејмија у Шкотској. Бријана узима слугу Лизи Вемис и обе одлазе у Америку. |                      |                    |                           |
| 8 | ''Вилмингтон''       | 23. децембар 2018. | 0,91                      |
| Роџер и Бријана поновно су у Вилмингтону и размењују завете, али она сазнаје да је знао да ће јој родитељи умрети, а није јој рекао, па га одгурне. Клер и Џејми су упознати са Џорџом Вашингтоном, а Џејми је упозорен на заседу постављену за Мурту и његове остале побуњенике. Клер изводи хитну операцију на Едмунду Фанингу, док Џејми потајно шаље Фергуса да упозори Мурту. Бријану брутално силује Стивен док покушава да поврати венчани прстен своје мајке. |                      |                    |                           |
| 9 | ''Птице и пчеле''    | 30. децембар 2018. | 1,01                      |
| Бријана проналази Џејмија у Вилмингтону и поновно се спаја с Клер. Роџер је приморан да се придружи Стивеновој посади до краја путовања, али је одлучан да се врати Бријени. Клер нагађа да је Бријана трудна, а Бријана признаје да је била силована. Клер каже Џејмију. Роџер долази код њих, али Лизи грешком идентификује Роџера као Бријаниног нападача. Џејми оставља Роџера без свести. Клер проналази прстен и схвата да је Стивен Бријанин силоватељ. |                      |                    |                           |
| 10 | ''Дубоко срце''      | 6. јануар 2019.    | 1,16                      |
| Роџер је заробљеник Мохавка и обећава да ће им побећи и поновно се придружити Бријани. У међувремену, она жели абортус, за који Клер упозорава да би био опасан. Бријана сазнаје шта је Џејми урадио, и схвата да је захваљујући Лизиним погрешним идентификацијама претукао Роџера, а не правог силоватеља, за кога Џејми сазнаје да је Стивен. Џејми, Клер и Ијан кренули су спасити Роџера, док Мурта доводи Бријану и Лизи у Јокастину плантажу. Роџер бежи у шуми, наилази на стајаћи камен и разматра да ли да се врати свом времену. |                      |                    |                           |
| 11 | ''Не за наду''       | 13. јануар 2019.   | 1,27                      |
| Роџер је остао у прошлости и поново су га заробили људи из племена Мохавк. Јокаста одржава вечеру неожењених мушкараца као потенцијални мужеви за Бријану. Лорд Џон стиже и сазнаје да је Бријана трудна, а касније га она шпијунира како има сексуалне односе са другим мушким гостом, судијом Алдердајсом. Знајући да Гералд Форбес планира да предложи, Бријана замоли Џона да се ожени њоме, верујући да ће она бити сигурна са њим. Одбија, али затим се размишља након што му она каже о свом нападу и тренутном стању. Мурта и Фергус ухвате Стивенаа на Џејмијев захтев, али Мурта и Стивен су ухваћени од стране власти. Док Џејми прати Роџера, осећа се кривим због пребијања и грубих ствари које је рекао због Бријане. |                      |                    |                           |
| 12 | ''Провиђење''        | 20. јануар 2019.   | 1,27                      |
| Док Фергус планира избити Мурту из затвора у Вилмингтону, Бријана инсистира на томе да је лорд Јохн поведе са Стивеном који је затворен на истом месту. Суочава се са Стивеном и нуди јој опроштај, иако се заклиње да њена беба никада неће знати да постоји. Тешко повређени Роџер упознаје оца Алекандера Феригаулта, још једног заробљеника. Живео је међу племеном Мохавк и имао дете са једном од њих, Џохиехон, али због свог греха осећао се недостојним да крсти бебу. Алекандер је мучен а коначно је подвргнут болно спором и смртоносном паљењу ногу на ломачи. Роџер бежи, али се враћа како би спасио Александра. Џохиехон спусти своју бебу и придружи се Александру у пламену. Док се оковани Стивен усправља како би стигао до баченог кључа, Фергус и Мурта шаљу Бријану и Џона даље, а затим беже из затвора, који уништавају експлозивом како би прикрили свој нестанак. |                      |                    |                           |
| 13 | ''Вредан човек''     | 27. јануар 2019.   | 1,45                      |
| Бријана роди дечака. Џејми, Клер и Ијан стижу у насеље Мохавк, али домороце је алармирао камени привезак који Клер носи. Група Мохавка долази у Џејми и Клеров камп тражећи камен, који је припадао бившем члану њиховог племена који је прорицао уништење Мохавка. Клер је претходно са лобање утврдила да је тај човек такође путник времена. Фрејжери уверавају групу да им помогне да ослободе Роџера. Ухваћени су у покушају, али на крају Ијан нуди себе као замену за Роџера. На путу према Северној Каролини, Клер говори Роџеру о Бријанином силовању и трудноћи, дајући му шансу да одлучи може ли одгајати дете које можда није његово. Бријана је тужна када се Клер и Џејми сами врате, али Роџер се појављује пре него што оду кући и изјави своју љубав према Бријани. Џејми добија писмо гувернера Триона у коме му каже да пронађе и убије вођу Регулатора: Мурту.          |                      |                    |                           |

## Гледаност серије
| Сезона | Сезона | Број епизоде | Број епизоде | Број епизоде | Број епизоде | Број епизоде | Број епизоде | Број епизоде | Број епизоде | Број епизоде | Број епизоде | Број епизоде | Број епизоде | Број епизоде | Број епизоде | Број епизоде | Број епизоде | Просек |
| Сезона | Сезона | 1            | 2            | 3            | 4            | 5            | 6            | 7            | 8            | 9            | 10           | 11           | 12           | 13           | 14           | 15           | 16           | Просек |
| ------ | ------ | ------------ | ------------ | ------------ | ------------ | ------------ | ------------ | ------------ | ------------ | ------------ | ------------ | ------------ | ------------ | ------------ | ------------ | ------------ | ------------ | ------ |
|        | 1      | 0,72         | 0,90         | 1,00         | 0,84         | 0,95         | 1,10         | 1,23         | 1,42         | 1,22         | 0,86         | 1,09         | 1,11         | 1,05         | 1,08         | 1,01         | 0,98         | 1,04   |
|        | 2      | 1,46         | 1,24         | 1,21         | 1,17         | 1,13         | 1,03         | 1,10         | 1,06         | 0,94         | 0,82         | 0,86         | 1,05         | 1,15         | Н/Д          | Н/Д          | Н/Д          | 1,09   |
|        | 3      | 1,49         | 1,40         | 1,55         | 1,59         | 1,60         | 1,72         | 1,52         | 1,64         | 1,49         | 1,23         | 1,40         | 1,51         | 1,43         | Н/Д          | Н/Д          | Н/Д          | 1,51   |
|        | 4      | 1,08         | 0,87         | 0,86         | 0,96         | 0,96         | 1,04         | 1,12         | 0,91         | 1,01         | 1,16         | 1,27         | 1,27         | 1,45         | Н/Д          | Н/Д          | Н/Д          | 1,07   |

## Критика
На сајту Метакритик сезона има оцену 73 од 100 на основу 34 критике, што указује на „опште повољне критике“. На платформи Ротен томејтоуз сезона има 91% рејтинга са просечном оценом 7,95 / 10 на основу 52 рецензије. Критични консензус веб странице гласи: "Туђинка је јединствена, задовољавајућа адаптација свог изворног материјала, оживљена бујним сценографијом и моћном хемијом између њених водича".

## Награде
| Година | Асоцијација                               | Категорија                                                                              | Номинован | Резултат   | Ref.          |
| ------ | ----------------------------------------- | --------------------------------------------------------------------------------------- | --- | ---------- | ------------- |
| 2014   | Телевизијска награда избор критичара      | Телевизијска награда избор критичара за најбољу серију                                  | Туђинка | Освојено   | [ 5 ]         |
| 2015   | People's Choice награда                   | Најбоља фантастика                                                                      | Туђинка | Освојено   | [ 6 ]         |
| 2015   | Saturn Awards награде                     | Најбољи глумац                                                                          | Тобијас Мензис | Номинација | [ 7 ] [ 8 ]   |
| 2015   | Saturn Awards награде                     | Најбоља глумица                                                                         | Катрина Балф | Освојено   | [ 7 ] [ 8 ]   |
| 2015   | Saturn Awards награде                     | Најбољи споредни глумац у серији                                                        | Сем Хјуен | Номинација | [ 7 ] [ 8 ]   |
| 2015   | Saturn Awards награде                     | Saturn Award награде за најбољу презентацију                                            | Туђинка | Номинација | [ 7 ] [ 8 ]   |
| 2015   | Ирски филм и телевизија                   | Најбоља глумица                                                                         | Катрина Балф | Номинација | [ 9 ] [ 10 ]  |
| 2015   | Ирски филм и телевизија                   | Звезда у успону                                                                         | Катрина Балф | Номинација | [ 9 ] [ 10 ]  |
| 2015   | Еми награда                               | За најбољу композицију                                                                  | Бер Макрири | Номинација | [ 11 ]        |
| 2016   | People's Choice Awards награда            | Омиљени глумац у фантастици                                                             | Сем Хјуен | Номинација | [ 12 ]        |
| 2016   | People's Choice Awards награда            | Омиљена глумица у фантастици                                                            | Катрина Балф | Освојено   | [ 12 ]        |
| 2016   | People's Choice Awards награда            | Најбоља серија фантастике                                                               | Туђинка | Освојено   | [ 12 ]        |
| 2016   | Награда Златни глобус                     | Најбоља глумица                                                                         | Катрина Балф | Номинација | [ 13 ]        |
| 2016   | Награда Златни глобус                     | Најбоља драма                                                                           | Туђинка | Номинација | [ 13 ]        |
| 2016   | Награда Златни глобус                     | Најбољи споредни глумац                                                                 | Тобајас Мензис | Номинација | [ 13 ]        |
| 2016   | Костим                                    | Изузетна историјска телевизијска серија                                                 | Тери Дресба | Номинација | [ 14 ]        |
| 2016   | Critics' Choice Awards награде            | Вредна серија                                                                           | Туђинка | Освојено   | [ 15 ]        |
| 2016   | Women's Image Network Award награде       | Изузетна драмска серија                                                                 | Туђинка | Освојено   | [ 16 ]        |
| 2016   | Women's Image Network Award награде       | Најбоља глумица                                                                         | Катрина Балф | Освојено   | [ 16 ]        |
| 2016   | Women's Image Network Award награде       | Најбоља серија написана од стране жене                                                  | Ен Кени | Номинација | [ 16 ]        |
| 2016   | Women's Image Network Award награде       | Најбоља серија написана од стране жене                                                  | Тони Графија | Освојено   | [ 16 ]        |
| 2016   | Women's Image Network Award награде       | Изванредна серија у режији жене                                                         | Ен Фоерстер | Номинација | [ 16 ]        |
| 2016   | Saturn Awards награде                     | Најбоља глумица                                                                         | Катрина Балф | Освојено   | [ 17 ] [ 18 ] |
| 2016   | Saturn Awards награде                     | Најбољи глумац                                                                          | Сем Хјуен | Номинација | [ 17 ] [ 18 ] |
| 2016   | Saturn Awards награде                     | Најбоља фантастична ТВ серија                                                           | Туђинка | Освојено   | [ 17 ] [ 18 ] |
| 2016   | Ирски филм и телевизија награда           | Најбоља глумица                                                                         | Катрина Балф | Номинација | [ 19 ]        |
| 2016   | Друштво костимографа Америке              | Дизајн костима                                                                          | Тери Дресба | Освојено   | [ 20 ]        |
| 2016   | Еми награда                               | Награда за изванредне костиме за периодичну / фантастичну серију                        | Тери Дресба, Ел Вилсон, Надин Пауел, Ен Лау                                                                               | Номинација | [ 11 ]        |
| 2016   | Еми награда                               | Награда за најбољу уметничку режију                                                     | Џон Гари Стил, Ники МекКалум, Ђина Кромвел                                                                                | Номинација | [ 11 ]        |
| 2016   | БАФТА награда                             | Телевизијска драма                                                                      | Tall Ship Productions, Story Mining & Supply Co., Left Bank Pictures, Sony Pictures Television/Amazon Prime Instant Video | Номинација | [ 21 ]        |
| 2016   | БАФТА награда                             | Најбољи глумац                                                                          | Сем Хјуен | Номинација | [ 21 ]        |
| 2016   | БАФТА награда                             | Најбоља глумица                                                                         | Катрина Балф | Освојено   | [ 21 ]        |
| 2016   | Critics' Choice Television Awards награда | Најбољи глумац                                                                          | Сем Хјуен | Номинација | [ 22 ]        |
| 2016   | Critics' Choice Television Awards награда | Најбоља глумица                                                                         | Катрина Балф | Номинација | [ 22 ]        |
| 2016   | Critics' Choice Television Awards награда | Највреднија серија                                                                      | Туђинка | Освојено   | [ 22 ]        |
| 2016   | Scottish Gaelic Awards награда            | Међународна награда                                                                     | Адхам Ó Броин | Освојено   | [ 23 ]        |
| 2016   | Професионална асоцијација Холивуда        | Изузетне боје у серији                                                                  | Стивен Портер | Номинација | [ 24 ]        |
| 2016   | Професионална асоцијација Холивуда        | Најбољи звук                                                                            | Туђинка | Освојено   | [ 24 ]        |
| 2017   | People's Choice Awards награда            | Омиљенасерија                                                                           | Туђинка | Освојено   | [ 25 ]        |
| 2017   | People's Choice Awards награда            | Најбоља фантастика серија                                                               | Туђинка | Освојено   | [ 25 ]        |
| 2017   | People's Choice Awards награда            | Најбољи глумац у фантастици                                                             | Сем Хјуен | Освојено   | [ 25 ]        |
| 2017   | People's Choice Awards награда            | Најбоља глумица у фантастици                                                            | Катрина Балф | Освојено   | [ 25 ]        |
| 2017   | Globes de Cristal Award награда           | Најбоља страна серија                                                                   | Туђинка | Номинација | [ 26 ]        |
| 2017   | Satellite Awards награда                  | Најбоља серија                                                                          | Туђинка | Освојено   | [ 27 ]        |
| 2017   | Satellite Awards награда                  | Најбоља серија по жанру                                                                 | Туђинка | Освојено   | [ 27 ]        |
| 2017   | Satellite Awards награда                  | За Blu ray                                                                              | Туђинка | Освојено   | [ 27 ]        |
| 2017   | Америчко друштво кинематографа            | Најбоља серија некомерцијалног садржаја                                                 | Невил Кид | Номинација | [ 28 ]        |
| 2017   | Награда Златни глобус                     | Најбоља глумица                                                                         | Катрина Балф | Номинација | [ 29 ]        |
| 2017   | Oscar Wilde Awards награда                |                                                                                         | Катрина Балф | Освојено   | [ 30 ]        |
| 2017   | Women's Image Network Awards награда      | Изузетна драмска серија                                                                 | Туђинка | Освојено   | [ 31 ]        |
| 2017   | Women's Image Network Awards награда      | Изузетна глумица у драмској серији                                                      | Катрина Балф | Номинација | [ 31 ]        |
| 2017   | Women's Image Network Awards награда      | Изузетна серија у женској режији                                                        | Дијана Габалдон | Номинација | [ 31 ]        |
| 2017   | Saturn Awards награда                     | Најбоља фантастична телевизијска серија                                                 | Туђинка | Освојено   | [ 32 ]        |
| 2017   | Saturn Awards награда                     | Најбољи глумац                                                                          | Сем Хјуен | Номинација | [ 32 ]        |
| 2017   | Saturn Awards награда                     | Најбоља глумица                                                                         | Катрина Балф | Номинација | [ 32 ]        |
| 2017   | Saturn Awards награда                     | Најбољи наступ госта на телевизијској серији                                            | Доминик Пинон | Номинација | [ 32 ]        |
| 2017   | Ирски филм и телевизија награда           | Најбоља глумица                                                                         | Катрина Балф | Номинација | [ 33 ]        |
| 2017   | Rockie Awards награда                     | Научна фантастика                                                                       | Туђинка | Номинација | [ 34 ]        |
| 2018   | Награда Златни глобус                     | Најбоља глумица                                                                         | Катрина Балф | Номинација | [ 35 ]        |
| 2018   | Друштво за визуелне ефекте на филму       | Изванредна подршка визуелним ефектима у фотореалистичкој епизоди                        | Тим за епизоду Око олује                                                                                                  | Номинација | [ 36 ]        |
| 2018   | Друштво за визуелне ефекте на филму       | Симулације изванредних ефеката у епизоди, комерцијалном или пројекту у стварном времену | Тим за епизоду Око олује                                                                                                  | Номинација | [ 36 ]        |
| 2018   | Saturn Awards награда                     | Најбоља фантастична телевизијска серија                                                 | Туђинка | Освојено   | [ 37 ] [ 38 ] |
| 2018   | Saturn Awards награда                     | Најбољи глумац                                                                          | Сем Хјуен | Номинација | [ 37 ] [ 38 ] |
| 2018   | Saturn Awards награда                     | Најбоља глумица                                                                         | Катрина Балф | Номинација | [ 37 ] [ 38 ] |
| 2019   | Награда Златни глобус                     | Најбоља глумица                                                                         | Катрина Балф | Номинација | [ 39 ]        |
| 2019   | Saturn Awards награда                     | Најбоља фантастична телевизијска серија                                                 | Туђинка | На чекању  | [ 40 ]        |
| 2019   | Saturn Awards награда                     | Најбољи глумац                                                                          | Сем Хјуен | На чекању  | [ 40 ]        |
| 2019   | Saturn Awards награда                     | Најбоља глумица                                                                         | Катрина Балф | На чекању  | [ 40 ]        |
| 2019   | Saturn Awards награда                     | Најбоља споредна глумица                                                                | Софи Скелтон | На чекању  | [ 40 ]        |
| 2019   | Saturn Awards награда                     | Најбољи гостујући глумац                                                                | Ед Спелерс | На чекању  | [ 40 ]        |